# Winter-Universiade 2009
Die Winter-Universiade 2009 fand vom 18. Februar bis 28. Februar 2009 in Harbin statt.

## Sportarten
- Biathlon
- Eishockey
- Eiskunstlauf
- Eisschnelllauf
- Nordische Kombination
- Shorttrack
- Ski Alpin
- Skilanglauf
- Skispringen
- Snowboard

## Medaillenspiegel
| Platz  | Mannschaft          | Gold | Silber | Bronze | Gesamt |
| ------ | ------------------- | ---- | ------ | ------ | ------ |
| 1      | Volksrepublik China | 18   | 18     | 12     | 48     |
| 2      | Russland            | 18   | 14     | 19     | 51     |
| 3      | Südkorea            | 12   | 7      | 9      | 28     |
| 4      | Japan               | 9    | 8      | 3      | 20     |
| 5      | Schweiz             | 7    | 3      | 4      | 14     |
| 6      | Österreich          | 4    | 3      | 2      | 9      |
| 7      | Frankreich          | 2    | 6      | 5      | 13     |
| 8      | Polen               | 2    | 4      | 8      | 14     |
| 9      | Niederlande         | 2    | 1      | 1      | 4      |
| 10     | Schweden            | 2    | –      | –      | 2      |
| 11     | Kanada              | 1    | 4      | 1      | 6      |
| 12     | Tschechien          | 1    | 3      | 5      | 9      |
| 13     | Ukraine             | 1    | 2      | 4      | 7      |
| 14     | Deutschland         | 1    | 2      | 3      | 6      |
| 15     | Israel              | 1    | –      | –      | 1      |
| 16     | Finnland            | –    | 2      | 2      | 4      |
| 17     | Slowakei            | –    | 1      | 2      | 3      |
| 18     | Italien             | –    | 1      | 1      | 2      |
| 19     | Belarus             | –    | 1      | –      | 1      |
| 19     | Norwegen            | –    | 1      | –      | 1      |
| Gesamt | Gesamt              | 81   | 81     | 81     | 243    |